# Melba (Apfel)
Melba ist eine Sorte des Kulturapfels (Malus domestica). Melba ist schwierig im Transport und im europäischen Klima nur schwer anzubauen, wegen seines Geschmacks aber vor allem in Nordamerika immer noch im kommerziellen Anbau verbreitet. Weit verbreitet sind auch die Varianten Red Melba und Melred.

## Beschreibung
Die Grundfarbe des Apfels ist blassgelb, fast weiß. Darauf befindet sich auf einem bis drei Vierteln der Fläche ein rosafarbiger Streifen. Das Fruchtfleisch ist fest und weiß, feinzellig und durchschnittlich saftig. Der Apfel ist rund gebaut. Das Aroma erinnert an Wein.

## Anbau
Melba neigt zu starker Alternanz.
In Nordamerika und Europa ist Melba Anfang bis Mitte August reif. Der Apfel ist sehr transportempfindlich nur kurz bis Mitte September haltbar.

## Geschichte
Melba benötigt warme Sommer, ist aber frostresistent.
Melba entstand 1898 aus einer Versuchsreihe an der Central Experiment Farm in Ottawa, Kanada. Er stammt von einem wild abgeblühten McIntosh ab. Er wurde 1909 in den Markt eingeführt. Benannt ist er nach der Sängerin Nellie Melba. 1937 fanden Obstbauern in Kanada eine Mutante von Melba mit stärkerer Rotfärbung, die sie als Melred in den Handel brachten. Im Jahr 1940 kam die Variante Red Melba auf den Markt.
Bis in die 1970er hinein wurde Melba im Alten Land angebaut. An der Versuchsanstalt Jork im Alten Land wurde aus Melba und James Grieve die Apfelsorte Jamba gezüchtet, die mittlerweile zu den verbreiteten Frühäpfeln in Deutschland gehört.